# Prostitution i Mexiko

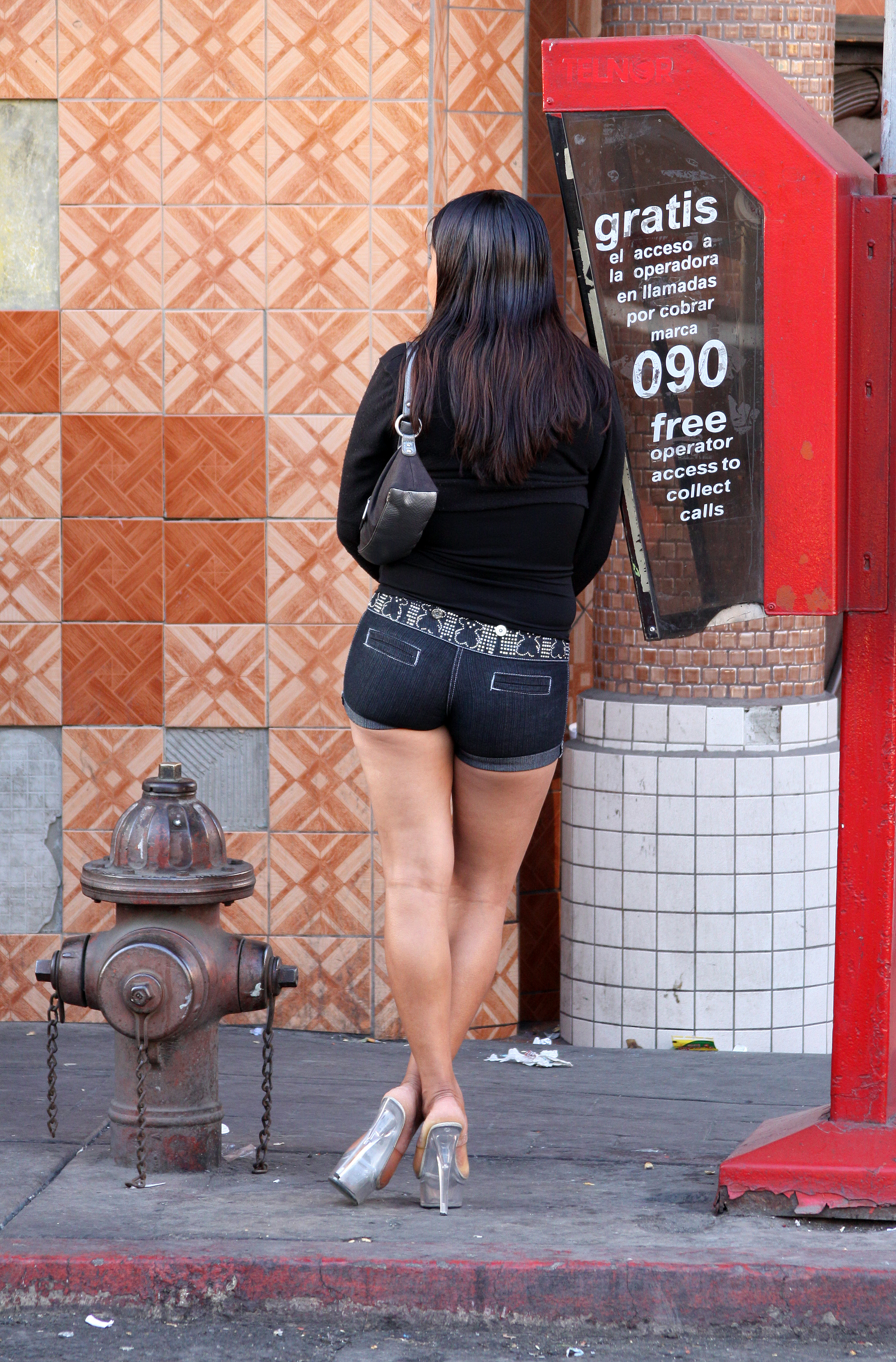
En gatuprostituerad i Tijuana, Mexiko.

Prostitution i Mexiko är lagligt enligt federala lagar. Varje enskild delstat följer dock sina egna lagar och reglementen runt prostitution. Tretton av delstaterna tillåter prostitution i ett reglerat skick. Sexköp är lagligt i landet.
Åldersgränsen är 18 år, men det finns trots detta också många yngre i branschen. Mexiko räknas numera som ett av de länder i världen som har störst problem med barnprostitution, vid sidan av länder som Thailand, Kambodja, Colombia, Indien och Brasilien.

## Historik och lagar

### Översikt
Mexikos federala rättsväsen utfärdar lagar som varje enskild delstat kan tolka, följa och applicera runt sexbranschen. I många av de 32 delstaterna är det olagligt att driva bordell, ägna sig åt koppleri eller marknadsföra gatuprostitution. I andra, inklusive i Mexico City, finns sanktionerade prostitutionsstråk och krav på att sexarbetare måste registrera sig och bära hälsokort för att visa att de undergått läkarundersökning och är smittfria (se reglementerad prostitution). Detta gäller i 13 av landets delstater. Studier antyder att cirka hälften av de kvinnliga sexarbetarna i Mexiko är registrerade.
Rättsväsendet ses generellt av sexarbetare som otillräckligt, utifrån deras behov. Polisen anklagas för att begå eller underlätta våld mot dem.

### Historik
Under den första tiden efter den europeiska erövringen av Mexiko sågs prostitutionen allmänt som ett "nödvändigt ont". Det fanns betydligt fler kvinnor än män i den framväxande Mexico City, och samtidigt var det brist på yrken som kvinnor ansågs kunna arbeta med. Fattiga inflyttande kvinnor från landsbygden kunde lockas av prostitution som en relativt lättillgänglig och lukrativ sysselsättning, och en del mer välbärgade prostituerade kvinnor utmanade förbudet för en "fallen kvinna" att klä sig offentligt som en gift kvinna.
1867 legaliserade prostitution i Mexiko, och på 1870-talet infördes reglementerad prostitution efter europeisk förebild. Bakgrunden var att fransk militär tagit kontroll över landets huvudstad 1863 och under decenniet påverkade lokala seder och politik. Även sedan den mexikanska republiken fyra år senare besegrat det franskstödda kejsardömet fortsatte den reglementerade prostitutionen. Mot slutet av 1800-talet beräknades var åttonde kvinna i Mexico City vara registrerad som prostituerad, utöver de kanske 15 000 som arbetade illegalt. Många av de oregistrerade prostituerade var lågutbildade tonårsflickor som förlorat sina föräldrar som en följd av den mexikanska revolutionen och via olika arbeten inom den informella sektorn började vänja sig vid inkomster från försäljning av sexuella tjänster.
De olika lagarna anpassades dock även beroende på geografisk belägenhet och delstaternas olika lagar. I städerna nära gränsen mot USA – inklusive Tijuana, Mexicali, Juárez och Tampico har länge många av både sexköpare och sexsäljare kommit från andra sidan av gränsen.
2013 vann Mexico City en rättstvist emot staten. Utfallet blev att staten lagligen tvingas att erkänna sexarbete som ett oreglerat arbete. Sex år senare (2019) avkriminaliserades prostitution i staden/delstaten, vilket avskaffade den reglementerade prostitutionen i Mexico City och åter gjorde gatuprostitution laglig. Detta skedde efter tre årtionden av protester mot övergrepp från polis och organiserad brottslighet. Parallellt höjdes röster för nödvändigheten att samtidigt skärpa lagarna och polisarbetet mot människohandel.

## Utbredning och varianter

### Mexico City
En stor del av prostitutionen i huvudstaden Mexico City sker i "Den rosa zonen" – La Zona Rosa. Detta område etablerades på 1950-talet som ett nöjesdistrikt med restauranger, barer, hotell, sexbutiker och olika nöjesetablissemang. Området fick internationell uppmärksamhet i samband med fotbolls-VM 1970, och senare har det blivit en samlingspunkt inom stadens HBTQ-kultur.
Fram till 2019 var både prostitution och sexköp åtalbara, åtminstone på klagomål från kringboende. Det året avkriminaliserades verksamheten i staden, som del av en strävan att förbättra sexarbetares arbetsvillkor och minska deras utsatthet för människohandel. Åtgärden är kontroversiell, eftersom en del aktivism och anti-trafficking-organisationer menar att en avkriminalisering istället underlättar för människohandlare.

### Tuxtla och Chiapas
Arbetsförhållandena inom sexbranschen innehåller en mängd olika omständigheter och varianter. Ett exempel är systemet med "Galactic Zone" utanför staden Tuxtla i delstaten Chiapas. Detta avgränsade prostitutionsstråk i halvmiljonstaden innehåller 140 registrerade, kvinnliga sexarbetare, vid sidan av oreglerad (och därmed olaglig) prostitution i området. 2013 arbetade nästan alla de 140 sexarbetarna som oberoende "frilansare", utan hallick eller liknande manager.
I Tijuana, en stor gränsstad mot USA, förekommer både reglerad (laglig) och oreglerad (olaglig) prostitution. I staden måste barer där sexförsäljning sker på regelbunden basis vara licensierade och ha registrerade sexarbetare knutna till sig. Detta reglemente gäller dock inte för massagesalonger, privata bordeller, diskotek eller eskortfirmor. Etablissemang som är kända för sin sexhandel får återkommande besök av statliga inspektörer. Cirka 1 000 reglementerade prostituerade verkar i staden, vid sidan av en stor mängd illegalt verkande sexarbetare; en annan siffra från 2000 anger dock 8 000 reglementerade sexarbetare i staden. Gränsområden mot USA är i vissa fall "laglöst land", med en stor påverkan från organiserad brottslighet och våld som i många fall drabbar områdets sexarbetare.
Förhållandena i både Tuxtla och Tijuana har (enligt texter 2013) antytt att den reglementerade prostitutionen i de flesta fall ger bättre arbetsvillkor en tryggare arbetsmiljö. Den reglerade verksamheten ger också skydd mot trakasserier från ordningspolisen, och den anses samverka med en bättre psykisk hälsa. Illegalt verkande sexarbetare löper en dubbelt så stor risk för övergrepp, rån eller kidnappning.
Trots de listade fördelarna med en reglerad prostitution i Tijuana, verkar en stor del av de prostituerade utanför systemet. Detta anses delvis bero på ett socialt stigma, där en registrering ökar risken för att få etiketten prostituerad på sig, liksom en ökad risk för att ens arbete ska bli upptäckt av vänner och släktingar. Problemet med stigma gäller fortfarande i stor utsträckning i Mexico City.

### Puebla
I de centrala delarna av Puebla verkade 2024 cirka 1 000 sexarbetare. Staden Puebla räknar sedan 2008 prositution som ett brott mot ordningsstadgan, vilket lett till organiserande inom branschen och bland civilsamhällesorganisationer för att minska problemet med trakasserier från polisen.

### Barnprostitution
I Mexiko är barnprostitution ett stort problem. Det förekommer bland annat i områden med många sexturister, inklusive i Cancún.

## Arbetsvillkor och kritik

### Bakgrund och samhällssyn
I slutet av 1900-talet trädde många mexikanska kvinnor in på arbetsmarknaden, som ett svar på ekonomiska kriser, och vid millennieskiftet förvärvsarbetade 36 procent av alla mexikanskor. Många av dessa växte upp på landet, som del av de två tredjedelar av landets invånare som lever i fattigdom. De av dessa som väljer att prostituera sig utmanar den acceptabla bilden av en kvinna, i ett samhälle där patriarkala system och machismo skiljer tydligt mellan madonna och "hora", där en ärbar kvinna tar hand om hem och familj – annars är hon en "hora". Utan traditionellt krav på att försörja sig själv har utbildning inte heller setts som lika viktigt för kvinnor.
En allmän åsikt i det mexikanska samhället har varit att prostituerade kvinnor varit "lata" och de bara kunnat tjäna en massa pengar via "arbete i liggande ställning". Samtidigt erbjuder verksamheten ofta högre ersättning än andra arbeten inom den informella sektorn. Trots vanliga hälsorisker, våld och socialt stigma väljer gatuprostituerade (ambulantes) i sydmexikanska Oaxaca denna verksamhet som en möjlighet att försörja sig och sina barn/sin familj. Intressant nog har olika forskare nämnt att så mycket som 80 procent av landets prostituerade har barn. Till långt in på 1900-talet ansågs prostituerade i Centralamerika (exempel från Guatemala) inte kunna våldtas, det vill säga att en prostituerad kvinna var tvungen att betjäna sin kund utan egen möjlighet till pågående samtycke.

### Orsaker och pandemi
En undersökning 2021 antydde att en stor majoritet av Mexico Citys sexarbetare verkade i branschen av ekonomiska skäl. Detta gällde för 90 procent av de intervjuade, medan det liknande 'arbetsbrist' angavs av cirka 55 procent av de svarande. 'Eget beslut' nämndes av 12 procent och 'tvång' av drygt 2 procent av de svarande.
Covid-19-pandemin ledde även till att många tidigare sexarbetare i Mexico City förlorade arbetet och av ekonomiska skäl åter tvingades försörja sig med att sälja sex. En lokal undersökning fann sommaren 2020 cirka 15 000 gatuprostituerade i staden, vilket var dubbelt så många jämfört med före pandemin.

### Kritik mot systemet
Kritik mot det gällande systemet runt prostitution i Mexiko finns ur flera perspektiv. På första maj 2024 demonstrerade sexarbetare i Mexiko City mot ett system som gör sexarbete lagligt men utan arbetsrättsliga förmåner. Sedan covid-19-pandemin har de digitalt verkande sexarbetarna i landet ökat i antal, och många tjänar pengar både på webbkameramodellande och fysisk prostitution.
7 maj samma år bildades CLaP, en förening som arbetar för avkriminalisering av sexarbete i landet, ett rättsligt erkännande av verksamheten som arbete och tillgång till det normala sociala skyddsnätet på arbetsmarknaden. Ett sådant skyddsnät blev 2024 tillgängligt för prostituerade i Belgien men är mycket ovanligt internationellt.